# Новокангышево
Новокангышево (баш. Яңы Кәңгеш) — село в Дюртюлинском районе Республики Башкортостан Российской Федерации. Входит в состав Учпилинского сельсовета.

## География

### Географическое положение
Расстояние до:
- районного центра (Дюртюли): 24 км,
- центра сельсовета (Учпили): 18 км,
- ближайшей ж/д станции (Уфа): 147 км.

## История
В «Списке населенных мест по сведениям 1870 года», изданном в 1877 году, населённый пункт упомянут как деревня Новая Кангышева (Куюк) 4-го стана Бирского уезда Уфимской губернии. Располагалась при речке Букан-язе, на почтовом тракте из Бирска в Мензелинск, в 45 верстах от уездного города Бирска и в 23 верстах от становой квартиры в деревне Дюртюли. В деревне, в 46 дворах жили 242 человека (131 мужчина и 111 женщин, мещеряки), были мечеть, училище, водяная мельница. Жители занимались земледелием, скотоводством и пчеловодством.
Административный центр упразднённого в 2008 году Новокангышевского сельсовета.

## Население
| 2002 | 2009 | 2010 |
| ---- | ---- | ---- |
| 444  | ↘433 | ↘423 |

Согласно переписи 2002 года, преобладающие национальности — башкиры (58 %), татары (39 %).